# Józef Czyrek

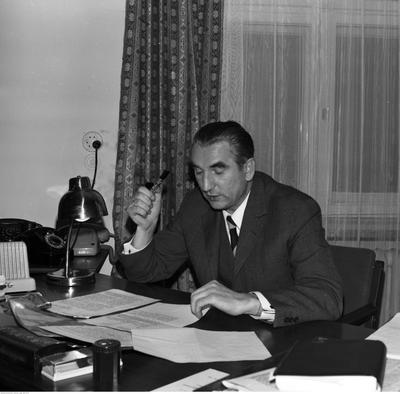
Józef Czyrek w swoim gabinecie, lata 70.

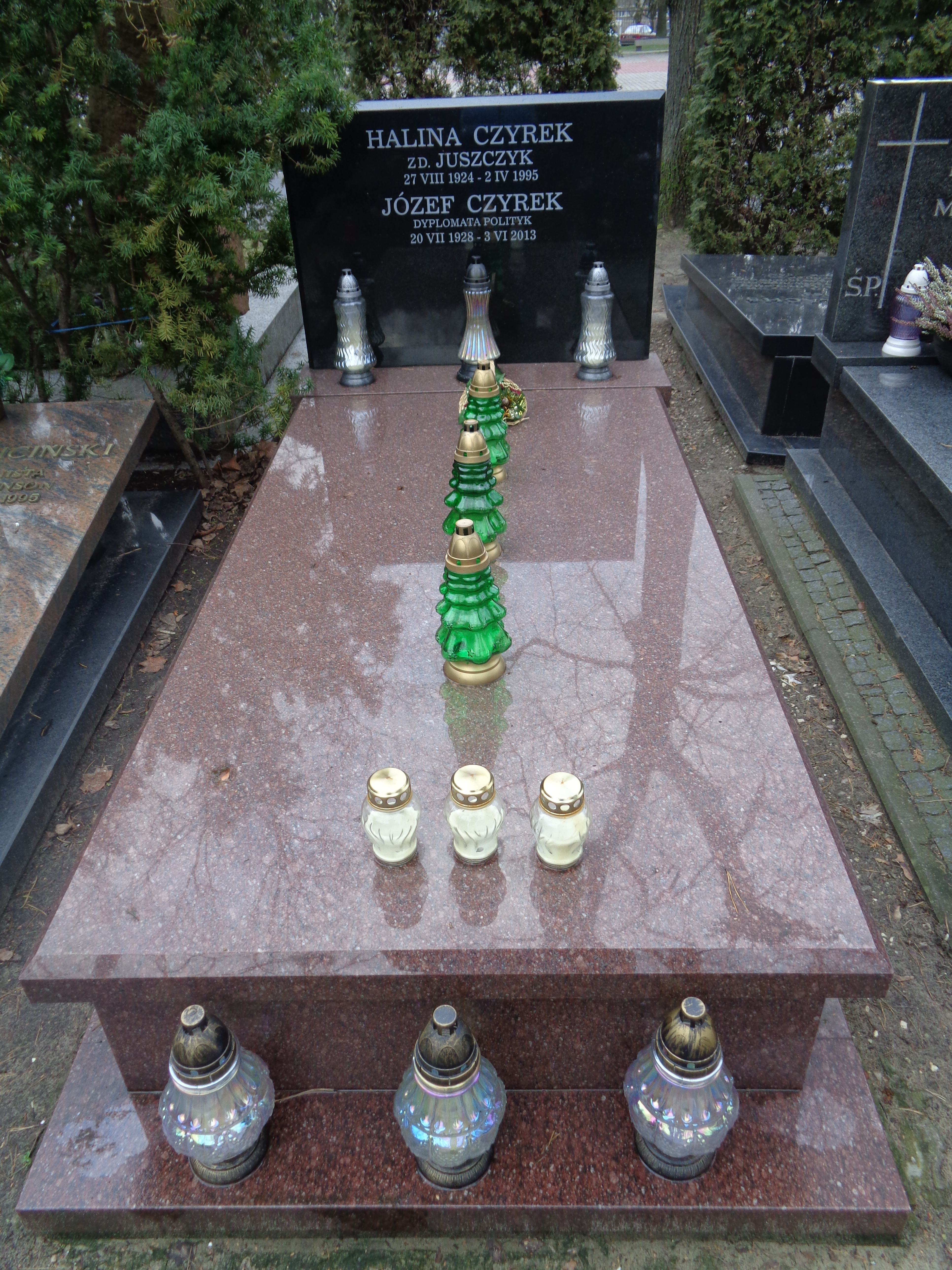
Grób Józefa Czyrka i jego żony Haliny z domu Juszczyk na wojskowych Powązkach

Józef Czyrek (ur. 20 lipca 1928 w Białobrzegach, zm. 3 czerwca 2013 w Grodzisku Mazowieckim) – polski ekonomista, działacz komunistyczny, państwowy i ruchu ludowego, minister spraw zagranicznych w latach 1980–1982, członek Biura Politycznego KC PZPR w latach 1981–1989, poseł na Sejm PRL IX kadencji. W latach 1989–1990 minister stanu w Kancelarii Prezydenta.

## Życiorys
Syn Bronisława i Wiktorii. Absolwent Studium Spółdzielczego Wydziału Rolno-Leśnego Uniwersytetu Jagiellońskiego (1950). W latach 1949–1950 młodszy asystent na Uniwersytecie Jagiellońskim, następnie asystent w Katedrze Ekonomii Politycznej Wyższej Szkoły Ekonomicznej w Krakowie. Od 1952 pracownik Ministerstwa Spraw Zagranicznych. II sekretarz Polskiej Misji Wojskowej w Niemczech (1952–1957), naczelnik Wydziału Niemieckiego (1957–1960), wicedyrektor Departamentu Krajów Europy Środkowej, następnie Departamentu Krajów Socjalistycznych (1960–1962), radca Ambasady PRL w Belgradzie (1962–1968, w tym od 1966 do 1977 jako chargé d’affaires), dyrektor Departamentu Studiów i Programowania (1968–1971), w latach 1971–1980 podsekretarz stanu w MSZ, od 24 sierpnia 1980 do 21 lipca 1982 minister spraw zagranicznych.
Należał do Związku Młodzieży Wiejskiej RP „Wici”, Związku Akademickiego Młodzieży Polskiej i Związku Młodzieży Polskiej (1949–1956). W latach 1948–1949 był członkiem Stronnictwa Ludowego, od 1949 do 1952 Zjednoczonego Stronnictwa Ludowego. Kariera polityczna w latach 1955–1990 związana z Polską Zjednoczoną Partią Robotniczą. W latach 1971–1980 zastępca członka, a od 1980 członek Komitetu Centralnego PZPR. Od lipca 1981 do lipca 1989 członek Biura Politycznego i sekretarz KC PZPR. Od listopada 1982 do lipca 1986 jako sekretarz KC PZPR odpowiadał m.in. za oświatę. W kierownictwie PZPR odpowiadał także za politykę międzynarodową. W latach 1985–1989 poseł na Sejm PRL IX kadencji i przewodniczący Sejmowej Komisji Spraw Zagranicznych. Po X Zjeździe PZPR (1986) został powołany na przewodniczącego Rady Redakcyjnej organu teoretycznego i politycznego KC PZPR „Nowe Drogi”.
W 1983 wybrany na wiceprzewodniczącego Krajowej Rady Towarzystwa Przyjaźni Polsko-Radzieckiej. Członek prezydium Tymczasowej Rady Krajowej Patriotycznego Ruchu Odrodzenia Narodowego w 1982, członek Rady Krajowej PRON w 1983. W latach 1983–1989 wiceprzewodniczący prezydium Komitetu Wykonawczego Rady Krajowej PRON. 28 listopada 1988 wszedł w skład Honorowego Komitetu Obchodów 40-lecia Kongresu Zjednoczeniowego PPR-PPS – powstania PZPR.
Od sierpnia 1989 do grudnia 1990 minister stanu w Kancelarii Prezydenta PRL/RP (za kadencji Wojciecha Jaruzelskiego).
W grudniu 1990 wycofał się z życia politycznego.
Pochowany 10 czerwca 2013 na Cmentarzu Wojskowym na Powązkach w Warszawie (kwatera 3A tuje-2-23). W pogrzebie uczestniczył przedstawiciel Sojuszu Lewicy Demokratycznej, poseł Tadeusz Iwiński. Przemówienie pożegnalne wygłosił były wicepremier Józef Tejchma. Odczytano również list kondolencyjny przesłany przez nieobecnego gen. Wojciecha Jaruzelskiego.

## Życie prywatne
Mieszkał w Warszawie. Żonaty z Haliną Czyrek (1924–1995), jeden syn.

## Odznaczenia
- Order Sztandaru Pracy I klasy
- Order Sztandaru Pracy II klasy
- Krzyż Komandorski z Gwiazdą Orderu Odrodzenia Polski
- Krzyż Komandorski Orderu Odrodzenia Polski
- Krzyż Kawalerski Orderu Odrodzenia Polski
- Złoty Krzyż Zasługi
- Srebrny Krzyż Zasługi (1955)[11]
- Medal 30-lecia Polski Ludowej
- Medal 40-lecia Polski Ludowej
- Medal im. Ludwika Waryńskiego (1988)[12]
- Krzyż Komandorski Orderu Legii Honorowej (Francja)
- Wielki Oficer I Klasy Odznaki Honorowej za Zasługi dla Republiki Austrii (1974) (Austria)[13]
- Wielki Oficer Orderu Infanta Henryka (1976)[14]
- Order Rewolucji Październikowej (Związek Radziecki, 1988)[15]
- Medal jubileuszowy „Czterdziestolecia zwycięstwa w Wielkiej Wojnie Ojczyźnianej 1941–1945” (Związek Radziecki, 1985)[16]
- Medal „40 lat Wyzwolenia Czechosłowacji przez Armię Radziecką” (Czechosłowacja)
- Jubileuszowy Medal 100. Rocznicy Urodzin Georgi Dymitrowa (Bułgaria, 1983)[17]
- Złoty Order „Gwiazda Przyjaźni między Narodami” (Niemcy Wschodnie, 1986)[18]
- inne odznaczenia polskie i zagraniczne.